# محطات الأذاعة بالكردية
هذه قائمة محطات الإذاعة الكردية مع سنوات التأسیس.
- الأذاعة الکردیة فی بغداد ١٩٣٩.
- الأذاعة الکردیة فی بيروت، لبنان ١٩٤١.
- رادیو یریفان، الأذاعة الکردیة فی يريفان جمهوریة ارمینیا ، ١٩٤٣.
- إذاعة الشرق الأدنى باللغة الكردية، فلسطین ، ١٩٤٢.
- إذاعة جمهورية كوردستان في مهاباد عام ١٩٤٦.
- رادیو سنه ، سنندج، کردستان ایران ١٩٤٨
- الأذاعة الکردیة،  القاهرة ، ١٩٥٧.
- إلأذاعة الکردیة، طهران ، ١٩٥٨
- رادیۆ کرماشان، أذاعة كرمانشاه الکردیة، ایران  ، ١٩٦٠
- الأذاعة الكردية، جمهوریة تشيكوسلوفاكيا، ١٩٦٢
- راديو بلغاريا بالکردیة ، ١٩٦٣.
- القسم الكردي لإذاعة صوت أمريكا ١٩٩٢ ،